# سيرج كولبيرت
سيرج كولبيرت (بالإنجليزية: Serge Colbert)‏ هو ملحن أمريكي، ولد في 16 يونيو 1967 في شاطئ نيوبورت في الولايات المتحدة.

## وصلات خارجية
- الموقع الرسمي
- سيرج كولبيرت على موقع IMDb (الإنجليزية)
- سيرج كولبيرت على موقع ديسكوغز (الإنجليزية)
- سيرج كولبيرت على موقع قاعدة بيانات الفيلم (الإنجليزية)